# Synagoge (Baiertal)

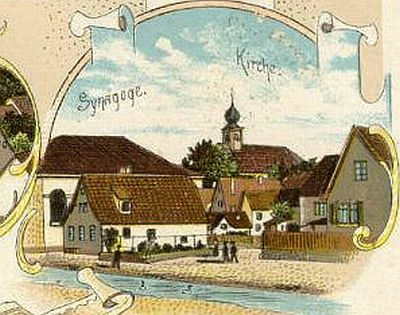
Ansichtskarte um 1905 von Baiertal mit der Synagoge (Gebäude links hinten mit dem Rundbogenfenster) und der jüdischen Elementarschule (kleineres Gebäude vor dieser)

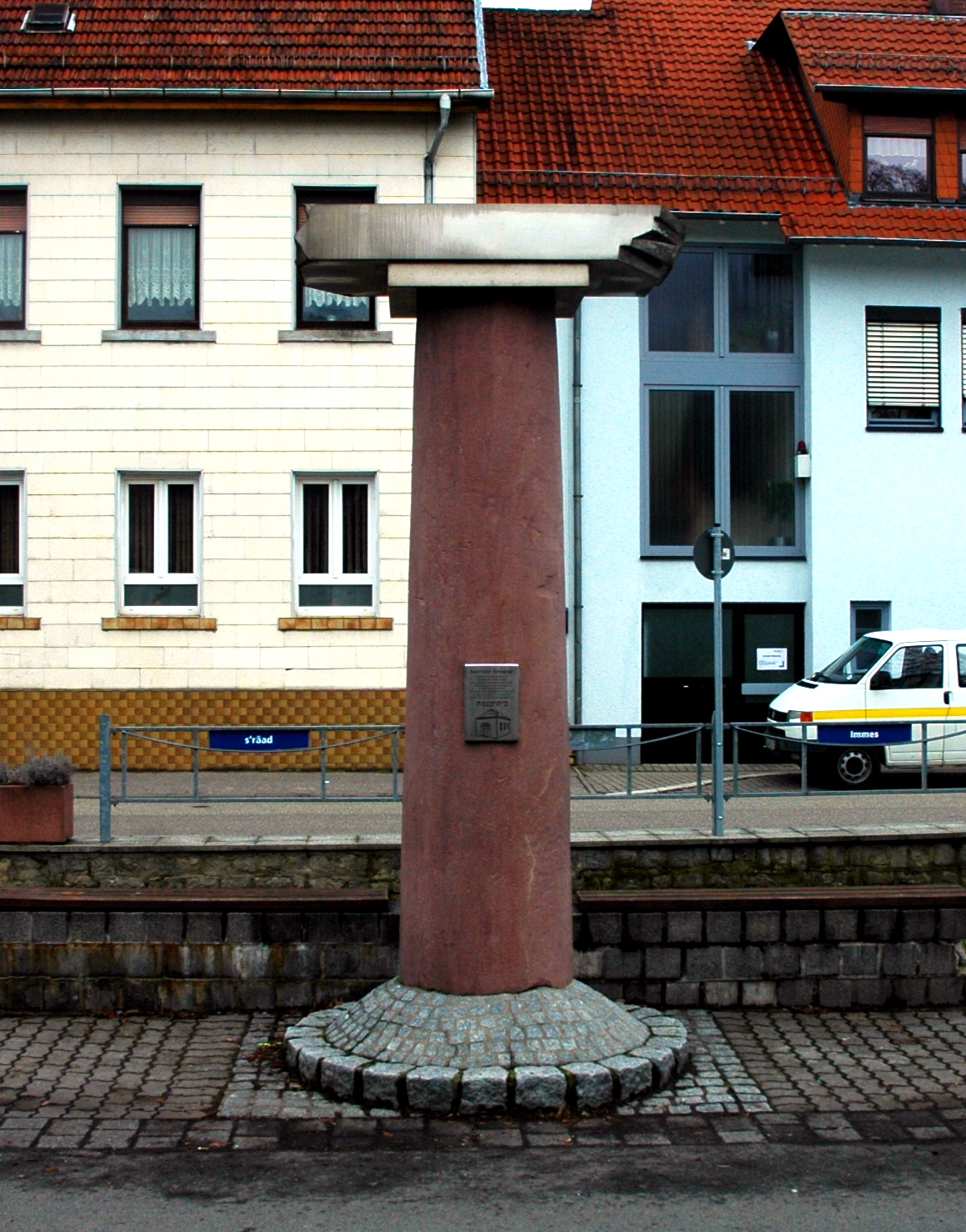
Eine Säule mit einer Gedenktafel

Die Synagoge in Baiertal, einem Stadtteil der Stadt Wiesloch im Rhein-Neckar-Kreis in Baden-Württemberg, wurde um 1805 errichtet, 1938 in Brand gesteckt und 1940 abgebrochen.

## Geschichte
Im Jahr 1804 erhielt die Jüdische Gemeinde Baiertal die Genehmigung zum Bau einer Synagoge, die kurz darauf am heutigen Synagogenplatz an der Ecke Mühlstraße /Pauline-Maier-Straße erstellt wurde. 1839 richtete man in einem kleineren Gebäude an der Nordseite der Synagoge die jüdische Schule ein.

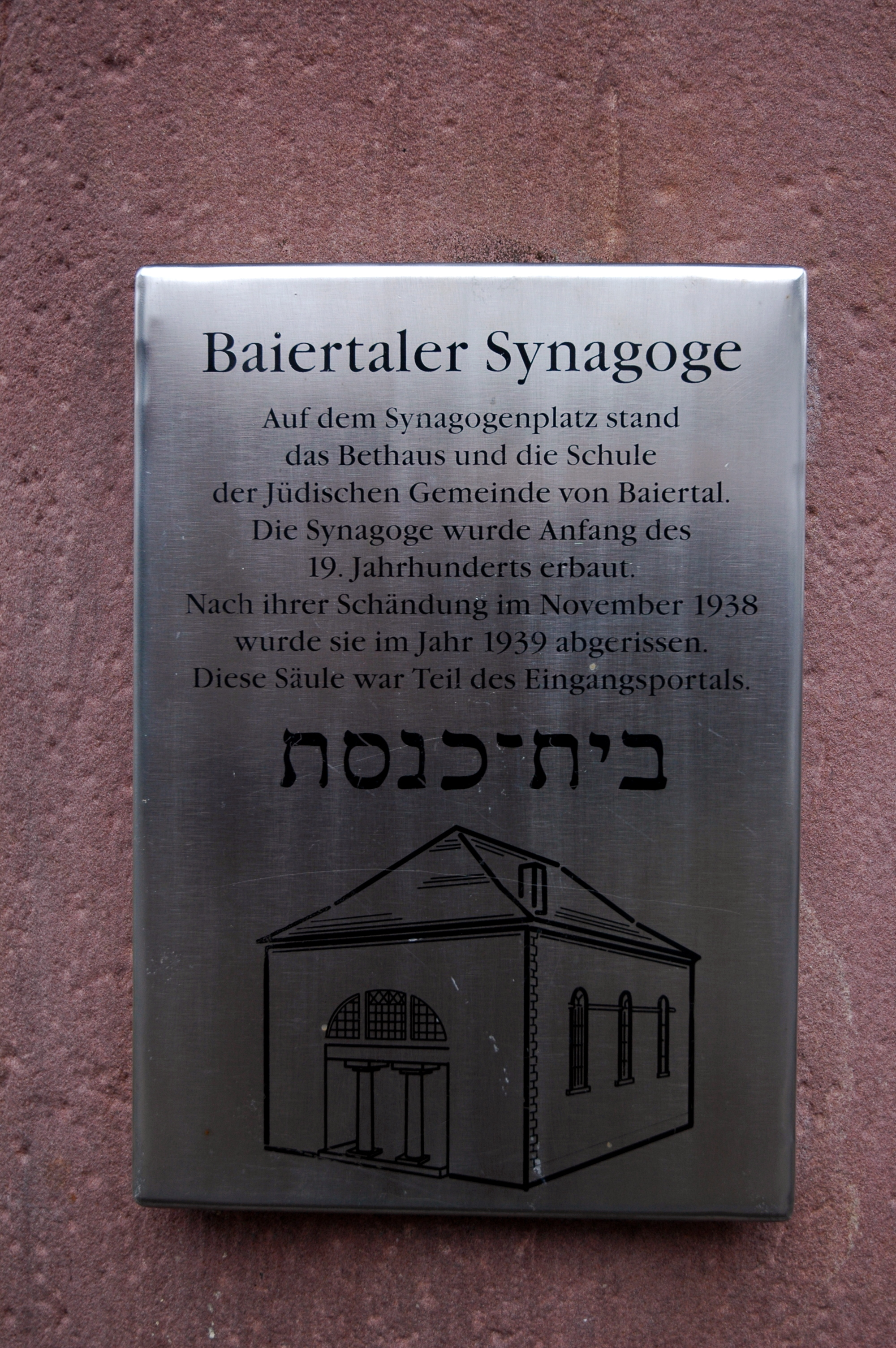
Gedenktafel bei Säule

### Nationalsozialistische Verfolgung
Beim Novemberpogrom 1938 verbrannten SA-Männer die Inneneinrichtung und die rituellen Gegenstände vor dem Gebäude und zündeten es an. Der Gemeinderat von Baiertal beschloss am 23. November 1938 den Abbruch der Ruine. Die Bausteine sollten nach weiterem Beschluss vom 20. März 1939 zur Drainage des gegenüber dem ehemaligen Bahnhof neu angelegten Sportplatzes verwendet werden. Am 10. April 1940 kaufte die Gemeinde das Synagogengrundstück, auf dem eine Milchsammelstelle gebaut wurde, die heute auch nicht mehr existiert.

## Gedenken
Eine Säule der ehemaligen Synagoge steht heute am Synagogenplatz und erinnert mit einer Gedenktafel an sie.